# Ted (televíziós sorozat)
A Ted 2024-től vetített amerikai fantasy vígjátéksorozat, amelyet Seth MacFarlane alkotott és rendezett, a 2012-es azonos című film előzménye. A főbb szerepekben Max Burkholder, Alanna Ubach, Scott Grimes és Giorgia Whigham láthatóak.
Amerikában 2024. január 11-én a Peacock, Magyarországon 2024. február 22-én a SkyShowtime mutatta be.
2024 májusában berendelték a második évadot.

## Szereplők

#### Főszereplők
| Szereplő       | Eredeti hang    | Magyar hang         | Leírás |
| -------------- | --------------- | ------------------- | --- |
| Ted            | Seth MacFarlane | Nagypál Gábor       | Szabad szellemű, antropomorf mackó és egykori híresség, akit John gyermekkorában életre keltett. |
| John Bennett   | Max Burkholder  | Maszlag Bálint      | Hiszékeny, de jószándékú 16 éves fiú, Ted legjobb barátja, és a John Hancock High-ban a társadalmi ranglétra legalján áll. |
| Susan Bennett  | Alanna Ubach    | Majsai-Nyilas Tünde | John nagyon barátságos és befolyásolható anyja. |
| Matty Bennett  | Scott Grimes    | Karácsonyi Zoltán   | John lobbanékony természetű republikánus apja, aki vietnami veterán, és hajlamos a paranoiás elméletekre és irracionális téveszmékre. |
| Blaire Bennett | Giorgia Whigham | Kanyó Kata          | John szarkasztikus, politikailag liberális unokatestvére, valamint Matty és Susan unokahúga. Saját rosszul működő családja miatt Bennettéknél lakik aki megpróbál vigyázni Johnra és Tedre és próbálja megóvni őket a bajtól. Romantikus kapcsolatban áll Sarah-val, egy indiai lánnyal az egyetemről. |

#### Mellékszereplők
| Szereplő   | Eredeti hang         | Magyar hang          | Leírás |
| ---------- | -------------------- | -------------------- | --- |
| Sarah      | Marissa Shankar      | Tolnai Klára         | Blaire barátnője, aki marihuánát árul, hogy fizetni tudja a tandíját.                                                   |
| Andrew     | Ara Hollyday         | Baráth István        | John és Ted osztálytársa, Polly barátja.                                                                                |
| Polly      | Liz Richman          |                      | John és Ted osztálytársa, Andrew barátnője.                                                                             |
| Clive      | Jack Seavor McDonald | Papp-Horváth Levente | John és Ted osztálytársa és gyakori zaklatója.                                                                          |
| Mr. George | Julius Sharpe        | Mikula Sándor        | John és Ted mentálisan instabil tanára, aki gyakran megosztja magánéletét az osztály előtt. Később ki is rúgják emiatt. |
| Igazgatónő | Penny Johnson Jerald | Czirják Csilla       | A John Hancock középiskola igazgatónője.                                                                                |

### Magyar változat
- Magyar szöveg: Bán Tibor
- Hangmérnök: Büki Marcell
- Vágó: Kránitz Bence
- Gyártásvezető: Kablay Luca
- Szinkronrendező: Stern Dániel
- Produkciós vezető: Koleszár Emőke

A szinkront az Iyuno Hungary készítette el.

## Epizódok
| # | Cím                                | Rendező         | Író                         | Premier                            |
| --- | ---------------------------------- | --------------- | --------------------------- | ---------------------------------- |
| 1. | Csak mondj igent! (Just Say Yes)   | Seth MacFarlane | Seth MacFarlane             | 2024. január 11. 2024. február 22. |
| Az első részben megismerjük a filmből is ismert családot akikkel Ted él. Egy vacsora alkalmával amikor épp azon vitáznak ki a rasszista a családban Blaire felveti hogy Tednek iskolába kéne járnia hogy tanuljon. Másnap ő egyedül marad otthon és megtalálja Matty puskáját amivel véletlenül szétlövi a TV-t. Amikor Matty ezt megtudja elküldi Tedet az iskolába. Persze a macinak semmi kedve hozzá és ki akarja rúgatni magát de az igazgató ezt kiszúrja és nem megy bele a játékba. Egy lánynál füves cigit látnak és az az ötletük támad hogy drogbirtoklás miatt Tedet biztos kirúgják. A lány ad egy címet ahol tudnak szerezni, de amikor Ted odaér kiderül hogy a díler maga Blaire. A tandíj fizetése és a lakbér, amit Matty kér tőle, amiatt árulja a füvet. Ted megkapja a drogot de csak azzal a feltétellel hogy Johnnak nem ad és nem mondja el a többieknek. Persze Ted ad neki. Amikor az iskolában elakarják rejteni Ted szekrényében akkor John egyik osztálytársa elveszi tőlük. Később otthon is kiderül a dolog és Matty elküldi a lányt a házból. A lány elmagyarázza Johnnak és Tednek, hogy a saját családjánál is lakhatna de apja alkoholista, anyja elmebajos, a bátyja börtönben van. John-t mint unokatestvérét viszont nem akarja hogy ilyen legyen és vigyázni akart rá. Ted és John egy széfből a Ted tulajdonában lévő a Rocky filmben használt Sly igazi fogvédőjét Mattynek adják cserébe hogy Blaire maradhasson. A férfi belemegy az egyezségbe. John és Ted megígéri Blaire-nek, hogy többé nem drogozik, de titokban megegyeznek abban, hogy továbbra is szívnak. |                                    |                 |                             |                                    |
| 2. | My Two Dads                        | Seth MacFarlane | Paul Corrigan és Brad Walsh | 2024. január 11. 2024. február 22. |
| Az iskolában Johnt és Tedet , osztálytársuk Cliveh állandóan zaklatja. Kiderül róla hogy apja még születése előtt elhagyta őt ezért John és Ted felhívják őt és Ted eljátssza az apja szerepét és azt mondja neki nem is szereti őt A fiú emiatt öngyilkos akar lenni. Eztuán bűntudatot éreznek amiatt, hogy megsértették az érzéseit, és továbbra is úgy tesznek, mintha Clive apja lennének, abban a reményben, hogy jobb lesz az élete, amit gyorsan megkedvelnek. Clive személyesen akar találkozni apjával születésnapja alkalmából. John és Ted egy bevásárlóközpontban ajándékot akarnak venni az apja nevében de véletlenül megrongálnak pár terméket ezért a biztonsági elkapja őket de végül elengedi őket. Később felbérlik azt őrt hogy játssza el az apa szerepét. Egy darabig működik a dolog de miután a fiú anyja megjelenik mindenki lebukik. Clive először meg akarja verni őket de aztán John és Ted meggyőzi hogy tetteik valóban segítettek neki. Az epizód másik szálában Matty fél a vastagbéltükrözéstől van egy titka amikor még a vietnámi háborúban szolgált és azt hiszi kábult állapotban kifecsegi az orvosoknak. |                                    |                 |                             |                                    |
| 3. | Ejectile Dysfunction               | Seth MacFarlane | Dana Gould                  | 2024. január 11. 2024. február 22. |
| John és Ted meg akarják nézni első pornójukat, de még túl fiatalok ahhoz, hogy kikölcsönözzenek egyet. Hamis személyi igazolványokat szerezve használva kivesznek pár pornót hogy otthon megnézzék azokat amíg szüleik távol vannak. Az egyik VHS kazetta megakad és a lejátszóban ragad. John és Ted besurrannak az iskola épületébe, hogy kicseréljék az videós szoba lejátszóját a sajátjukra, mivel ugyanolyan mint az övéké. Nem érnek haza időben így Susan megnézi a filmet. A fiúk mivel azt hiszik lebuktak, elszöknek otthonról. Susan viszont azt hiszi hogy Mattyé a kazetta és azért néz ilyeneket mert már nem szereti őt. Végül Blaire magára vállalja hogy övé a film hogy mentse a többieket. John és Ted megkönnyebbül és hazamennek. |                                    |                 |                             |                                    |
| 4. | Subways, Bicycles and Automobiles" | Seth MacFarlane | Jon Pollack                 | 2024. január 11. 2024. február 22. |
| John és Ted minden Halloweenkor tojással dobálják az utcán a jelmezes gyerekeket. Blaire egy buliba készül de nincs sofőrje. Teden hajtaná be szívességet amiért magára vállalta hogy övé a pornókazetta. Tednek muszáj belemenni de megígérik hogy este 9-ra hazaérnek. Természetesen Ted lerészegedik lesz a bulin és miután hazaindulnak összetöri Blaire autóját, így gyalog kell hazamenniük. Eközben John unatkozik otthon Tedre várva. Susan úgy próbálja ezt orvosolni, hogy áthívja barátnője fiát. A fiú meg is érkezik aki igazából egy fura harmincnyolc éves férfi. Johnt nem szórakoztatja a társaság, de egy tanácsot megfogadott a fura alaktólː meg kell ragadni minden pillanatot az életben. Így mikor apja strucctojásokat kap egy barátjától azokkal kezdi el dobálni az utcabelieket. Időközben Blaire és Ted szereznek egy motort és mikor hazaérnek Johnt nem ismeri fel őket ezért megdobálja őket a tojással. Az epizód végén John megdöbben, amikor megérkezik Susan barátjának igazi fia. |                                    |                 |                             |                                    |
| 5. | Desperately Seeking Susan          | Seth MacFarlane | Seth MacFarlane             | 2024. január 11. 2024. április 11. |
| Susan éppen süteményt készít mikor kimegy egy biztosíték és elmegy az áram. Matty lemegy a pincébe hogy megnézze mi a baj. A biztosító szekrényen egy pók van és mivel Matty fél tőlük azt hazudja tönkrement az áram megszakító és hívni kell egy szerelőt. Susan kitalálja hogy társasozzanak és Blaire-lel lemennek a pincébe ahol a lány visszakapcsolja az áramot. Miután felmennek Susan elmondja hogy Matty fél a pókoktól. Ettől férfi mérges lesz és el akar menni otthonról. Susan megbánja hogy kikotyogta a dolgot és sajnálni kezdi férjét. Blaire szembesíti a férfit hogy így manipulálja feleségét és párterápiára fizeti be őket. Innen már a terápia kezdetekor eljönnek mert Matty szerint a doki nem ért a munkájához. Ted veszi fel az orvos szerepét és arra jutnak hogy Susan tanárnak készült nem tudott érvényesülni az életben mert fiatalon férjhez ment. Az iskolában épp helyettes tanárt keresnek és John beajánlja anyját az igazgatónál. Susan első napja sikeresen telik de úgy dönt nem vállalja tovább mert már nem ezt akarja, elégedett a mostani életével. |                                    |                 |                             |                                    |
| 6. | Loud Night                         | Seth MacFarlane | Julius Sharpe               | 2024. január 11. 2024. április 11. |
| Karácsony közeledtével Blaire barátja, Sarah hazautazna de törölik a járatát így Bennették befogadják. Mattyre mérges lesz a család mert inkább focimeccset néz minthogy Susan kórusszólója meghallgassa a templomban, valamint sértegeti John mert anyjának segít süteményt díszíteni és még Sarah-ra is rasszista megjegyzéseket tesz, mivel ő indiai. Végül a férfi egyedül marad otthon és mikor lát egy hullócsillagot és kíván egyet. Másnap reggel azt látja hogy a gyerekkori játék teherautója, Dennis életre kelt, aki még nála is konzervatívabb. Susan rányit a két lányra amikor csókolóznak. Blaire és Susan végül elmondják a többieknek is hogy együtt vannak. Erre Matty és Dennis támadni és sértegetni kezdi a két lányt akik úgy döntenek nem maradnak tovább. Végül Matty úgy dönt, hogy családja boldogságát helyezi előtérbe, és beismeri, hogy a neveltetése miatt ilyen a hozzáállása. Dennis bevallja, hogy ő is meleg. Miután mindenki megbékélt, Dennis elhagyja a családot hogy folytassa új életet kezdjen. |                                    |                 |                             |                                    |
| 7. | He's Gotta Have It                 | Seth MacFarlane | Paul Corrigan és Brad Walsh | 2024. január 11. 2024. április 11. |
| Az iskolában szexuális felvilágosítást tartanak és John rájön hogy ő az egyetlen szűz a diákok közül. Ő és Ted fel akarnak készülni az első alkalomra. John találkozik egy Bethany nevű lánnyal, akit hamar megkedvel és elmennek randevúra, majd a lány elhíja Johnt az iskolai bálba. Ted azonban kitart amellett, hogy nem akar majd lefeküdni vele, ha úgy gondolja, hogy tapasztalatlan, ezért azt hazudják, hogy John sok lánnyal volt már együtt. Bethany viszont szakít vele mert nem akar egy újabb lány lenni a sorban. Ted és Blaire John nélkül mennek a bálba, de később ő is csatlakozik hozzájuk hogy visszaszerezze Bethany-t. Bevallja neki hogy hazudott hogy ne tartsa tapasztalatlannak. Végül Bethany is bevallja hogy szűz és felhívja magához. Már éppen összemelegednének de megzavarja őket a hír amikor bemondják a TV-ben hogy O. J. Simpson menekül a zsaruk elől. Az epizód végén Johnt elmondja Tednek hogy nem történt köztük semmi és valószínűleg nem is fog mert Bethany Olaszországba utazik a nyári szünetben. |                                    |                 |                             |                                    |